# عدنان خوج
عدنان خوج (21 مايو 1947 - 2 مايو 2015) هو ملحن سعودي.

## حياته ونشأته
مواليد المدينة المنورة في 21 مايو 1947، حصل على بكالوريوس في الموسيقى عام 1983 من المعهد العالي للموسيقى من مصر، إضافة إلى دبلوم من معهد الموسيقى العربية في باريس عام 1992، ورغم قلة ألحانه إلا أنها ألحان مميزة ببنائها العميق وبتركيبها المكبله، ولحن بالإضافة إلى محمد عبده وطلال مداح وطلال سلامة، لعدد من نجوم الطرب في العالم العربي مثل فايزة أحمد وعفاف راضي وشريفة فاضل؛ وقد تم تكريمه عام 2012 في مهرجان الإسكندرية الدولي التاسع للأغنية.

## مسيرته
عشق الموسيقى منذ صغره، وحلم أن يكون ذات يوم من أعمدتها، فبدأ تعلم العزف على العود سيد الآلات الطربية الشرقية. ورغم أنه صاحب صوت جميل بشهادة كل من عرفه واستمع إليه، ومنهم الفنانان الكبيران طلال مداح ومحمد عبده، إلا أنه آثر أن يوجه كل طاقاته نحو التلحين لغيره.

## أبرز أعماله

### محمد عبده
- المعازيم، فائق عبد الجليل.

### طلال مداح
- بالإشارة لإبراهيم خفاجي.
- بسكات لبدر بن عبد المحسن بن عبد العزيز آل سعود.

### طلال سلامة
- لا تصد هناك، خالد الفيصل.
- في سحابة، خالد الفيصل.
- جيت، ثريا قابل.

### علي عبد الكريم (مغني)
- ليل وسهر، سعد الخريجي.

## تكريمه
كرم في مصر بمدينة الإسكندرية في عام 2012، خلال مهرجان الإسكندرية الدولي التاسع للأغنية إلى جانب كل من عمار الشريعي ومحمد نوح وعبداللطيف التلباني ووليد توفيق ومدحت صالح وليلى مراد.

## وفاته
توفي في يوم الأحد الموافق 2 مايو 2015 عن عمر يناهز 56 عاماً في مستشفى الملك فيصل التخصصي بالرياض بعد عشرة أيام من عودته من العلاج في الولايات المتحدة، حيث كان يعاني من مشاكل في الكبد.
1. ↑  "عدنان خوج تحدث عن علاقته ومراحل الأغنية في حياة الراحل". www.al-jazirah.com. مؤرشف من الأصل في 2024-02-10. اطلع عليه بتاريخ 2024-02-09.
2. ↑  "عدنان خوج - موسيقى فيلموجرافيا، صور، فيديو". elCinema.com. اطلع عليه بتاريخ 2024-02-09.
3. ↑  "عدنان خوج إلى رحمة الله". اطلع عليه بتاريخ 2015-05-04.
4. ↑  Limited، Elaph Publishing (1 نوفمبر 2020). "عدنان خوج.. أول موسيقار سعودي سوربوني". Elaph - إيلاف. اطلع عليه بتاريخ 2024-02-09.
5. ↑  "صباح". archive.aawsat.com. اطلع عليه بتاريخ 2024-02-09.
6. ↑  ""سراج عمر" و "عدنان خوج" الذكريات و أهم المحطات في "طربيات"". Sout Al Khaleej. اطلع عليه بتاريخ 2024-02-09.
7. ↑  abu_taymour@، بقلم: د عبدالله المدني-أستاذ العلاقات الدولية في مملكة البحرين (1 نوفمبر 2020). "عدنان خوج.. موسيقار سعودي سوربوني". Okaz. اطلع عليه بتاريخ 2024-02-09.
8. ↑  "وفاة الموسيقار والملحن عدنان خوج". صحيفة الاقتصادية. 3 مايو 2015. اطلع عليه بتاريخ 2024-02-09.